# Бидеиз
Бидеиз (азерб. Bideyiz) — село в Шекинском районе Азербайджана. Входит в муниципалитет Баш-Кюнгют.

## География
Бидеиз расположен на левом берегу реки Кюнгютчай, к юго-востоку от районного центра Шеки.

## Население
В Памятной книжке Елисаветпольской губернии на 1910 год указывается селение Бдеизъ, Кюнгутъ-Дашагильского сельского общества с населением 764 человека. Жители обозначаются как «татары» (азербайджанцы).
«Кавказский календарь» на 1910 год, сообщает о селении Бидеизъ, в котором за 1908 год проживало 840 человек азербайджанцев, отмеченных по терминологии того времени «татарами».
«Кавказский календарь» на 1915 год, упоминает «татарское» (азербайджанское) село Бидеизъ Нухинского уезда Елисаветпольской губернии.
Согласно результатам Азербайджанской сельскохозяйственной переписи 1921 году в Бидеизе Кюнгютского сельского общества Нухинского уезда Азербайджанской ССР проживало 725 человек (174 хозяйства), преимущественно тюрки-азербайджанцы (азербайджанцы), население состояло из 361 мужчины и 364 женщин.

## Достопримечательности
- Албанский храм XII века[7].

## Интересные факты
В Бидеизе проводились съёмки фильма «Ходжа», рассказывающего о Ходжалинской резне.

## Известные уроженцы
- Мамедова, Согат Баба кызы — советский азербайджанский табаковод, Герой Социалистического Труда.
- Хасиева-Кулиева, Нуйвар Халил кызы — советский азербайджанский табаковод, Герой Социалистического Труда.